# Aegomorphus albosignus
Aegomorphus albosignus är en skalbaggsart som beskrevs av Chemsak och Noguera 1993. Aegomorphus albosignus ingår i släktet Aegomorphus och familjen långhorningar. Inga underarter finns listade i Catalogue of Life.